# オリンパス
オリンパス株式会社（英: OLYMPUS CORPORATION）は、日本の医療機器メーカーである。本社は東京都八王子市石川町に所在。日経平均株価およびTOPIX Large70、JPX日経インデックス400の構成銘柄の一つ。

## 概要
医療事業・科学事業の分野で、内視鏡、顕微鏡などの光学機器、電子機器を製造・販売している。事業分野別のオリンパスグループの売上比率は、医療が84.8パーセント (%)、科学が13.7%、その他が1.5%などである（2022年3月期） 。内視鏡分野では世界シェアが70%程度を占めるなど、医療用の光学機器や顕微鏡分野では世界最大手となっている。
かつてはカメラ部門がニコン、キヤノンに次ぐ事業規模を有していた。また、音楽録音用のリニアPCMレコーダーを含むICレコーダーはマイクロカセットレコーダー時代からのブランド力や認知度があり、日本国外で70%以上・国内で50%近い高いシェアを占めていた。カメラ部門は営業赤字が常態化して2020年（令和2年）に撤退し、医療事業に経営資源を集中している。
オリンパスの社名は、ギリシャ神話で神々が住む山とされるオリンポス山にちなむ。これは創業時の社名である「高千穂製作所」の由来である高千穂峰が、日本神話において神々が集う山とされているためで、顕微鏡などのブランドネームに使用したことに由来する。
オリンパスの前身である「高千穂製作所」の創業者は山下長。著名な技術者に「オリンパス ペン (Olympus Pen)」「OM-1」の開発で知られる米谷美久がいる（退職時の役職は常務）。
最大の事業分野である医療事業では、1950年（昭和25年）、胃カメラの試作1号機の製品化に初めて成功した。オリンパスの医療事業は、2004年（平成16年）に分社化されたオリンパスメディカルシステムズを中心とする医療事業グループ各社に大部分が移管されていたが、2015年（平成27年）にオリンパスメディカルシステムズの主要事業を会社分割によりオリンパス本体に戻し、集約した。2020年4月1日、品質法規制機能の強化に向け、会社分割により医療事業の研究開発・製造・修理企画などの機能をオリンパスメディカルシステムズに移管した。
2011年に、過去十数年にわたる巨額の損失隠しが発覚し、日本における企業統治（コーポレート・ガバナンス）の不備についての問題も含めて世界中で大々的に報道された。

## 沿革
※ 沿革：企業情報：オリンパス（外部サイト）
- 1919年（大正8年） - 山下長が東京都渋谷区幡ヶ谷に高千穂製作所を創業、顕微鏡や体温計など理化学計器類の製造・販売を始める。
- 1920年（大正9年） - オリンパス体温計と顕微鏡「旭号」を発売。
- 1921年（大正10年） - "Olympus"を商標登録。
- 1923年（大正12年） - 体温計製造分野を赤線検温器（現：テルモ）に譲渡。
- 1927年（昭和2年） - 油浸系1200倍の顕微鏡「GK型」完成。
- 1928年（昭和3年） - 大礼記念博覧会に顕微鏡やその写真装置「エピディアスコープ」などを出品。GE型顕微鏡が第一位優良国産賞を獲得、天皇に献上する。
- 1934年（昭和9年） - 顕微鏡で成功しカメラ製造に進出したカール・ツァイスやエルンスト・ライツ（現ライカ）に倣いカメラ製造を志し、写真レンズの設計を始める。
- 1935年（昭和10年）2月 - 労働争議で技術幹部数十名が分離独立して八洲光学工業を創業。
  - 秋 - 写真レンズの試作を始める。
- 1936年（昭和11年）6月 - 第一号写真レンズ「ズイコー」75mmF4.5が完成。
  - 秋 - 第1号カメラ「セミオリンパスI型」を発売。
- 1939年（昭和14年） - 安宅商会の資本参加を得て200万円に増資。
- 1942年（昭和17年） - 高千穂光学工業株式会社に社名変更。
- 1943年（昭和18年）末 - 製糸工場だった諏訪工場を買収、光学兵器工場とする。
- 1944年（昭和19年）春 - 製糸工場だった伊那工場を買収、光学兵器工場とする。
- 1945年（昭和20年） - 渋谷工場を諏訪工場に疎開する。
  - 5月 - 空襲で本社と本社工場を焼失。
  - 8月 - 終戦後、被災しなかった渋谷工場の跡地に本社を置き、諏訪工場をカメラ工場、伊那工場を顕微鏡工場として事業再開。
- 1949年（昭和24年） - オリンパス光学工業株式会社に社名変更、東京証券取引所に上場。
- 1950年（昭和25年） - ガストロカメラを発明。
- 1954年（昭和29年） - 大阪証券取引所に上場。
- 1963年（昭和38年） - 胃カメラにファイバースコープを採用。
- 2001年（平成13年）4月25日 - オリンパス光学工業株式会社とテルモ株式会社が、医療機器分野における開発、製造、販売等に関し、包括的な業務提携をすることに合意し、基本契約を締結[9]。
- 2003年（平成15年）10月1日 - オリンパス株式会社に社名変更。
- 2004年（平成16年）10月1日 - 映像事業をオリンパスイメージング株式会社、医療事業をオリンパスメディカルシステムズ株式会社へ分社化。
- 2007年（平成19年）6月 - 不適切と感じた上司の行動を社内のコンプライアンス室に内部通報した営業職社員が、品質教育の部署へ報復的な配置転換をされる[10]。
- 2009年（平成21年） - 大阪証券取引所の上場を廃止した。
  - 4月1日 - 特例子会社として、オリンパスサポートメイト株式会社を設立。
- 2011年（平成23年）11月8日 - オリンパス事件での「損失計上先送り」および、これを歴代経営陣が意図的に隠蔽したことを会社として公式に認める[11][広報 2][12]。
- 2013年（平成25年）
  - 2月22日 - ソニーが11.46％の出資比率の筆頭株主になる[13]。
  - 4月16日 - オリンパスとソニーが、医療事業に関する両社の合弁会社「ソニー・オリンパスメディカルソリューションズ」を設立。資本金は5000万円で、ソニーが51％、オリンパスが49％を出資[14]。
- 2015年（平成27年）4月1日 - オリンパスイメージング株式会社及びオリンパス知的財産サービス株式会社を吸収合併するとともに、オリンパスメディカルシステムズ株式会社の事業のうち法規制対応・製造の各一部を除く事業を会社分割により継承[広報 3]。ソニーがJPモルガン証券に保有株式の約半数を売却[広報 4]。
- 2016年（平成28年）
  - 2月18日 - 内部告発後に品質教育の部署へ報復的な配置転換をされた社員に対し和解金1100万円を支払うと共に、和解内容を全社員に告知することなどで和解が成立[10]。
  - 3月24日 - オリンパス事件についての損害賠償で高山修一前社長ら13人との和解が成立[15]。
  - 4月1日 - オリンパス事件について粉飾方法を指南した2人に対し、東京地方裁判所で5億円の損害賠償全額の支払いを命ずる判決が出る[16]。
  - 11月28日 - オリンパス事件についての元監査役5人との損害賠償で全員との和解が成立したと発表[17]。
- 2017年（平成29年）2月9日 - テルモとの資本提携を解消すると発表[18]。2001年に締結した業務締結は継続。
- 2020年（令和2年）
  - 4月1日 - 品質法規制機能の強化に向け、会社分割により医療事業の研究開発・製造・修理企画などの機能をオリンパスメディカルシステムズへ移管する[広報 5]。
  - 6月24日 - カメラの製造販売を行う映像事業を分社化し、国内投資ファンドの日本産業パートナーズに譲渡し、2021年（令和3年）1月1日付でOMデジタルソリューションズ株式会社へ機能移管すると発表[広報 6][19]。
- 2021年（令和3年）
  - 12月17日 - 顕微鏡などの科学事業を、同年11月30日に同社が設立した株式会社エビデントに会社分割により移管し、2022年（令和2年）4月1日付で分社化すると、同日開催の取締役会で決議[20]。
- 2022年 (令和4年)
  - 8月29日 - エビデントをベイン・キャピタルに売却すると発表[21]。
- 2023年 (令和5年)
  - 10月26日 - 2024年4月1日より、本社を東京都八王子市の八王子事業所へ移転することを発表[22]。
- 2024年（令和6年)
  - 6月12日 - インド・テランガナ州ハイデラバードで、「オフショア・ディベロップメント・センター」の活動を開始[23]。

## 事業所
- グローバル本社 - 東京都八王子市

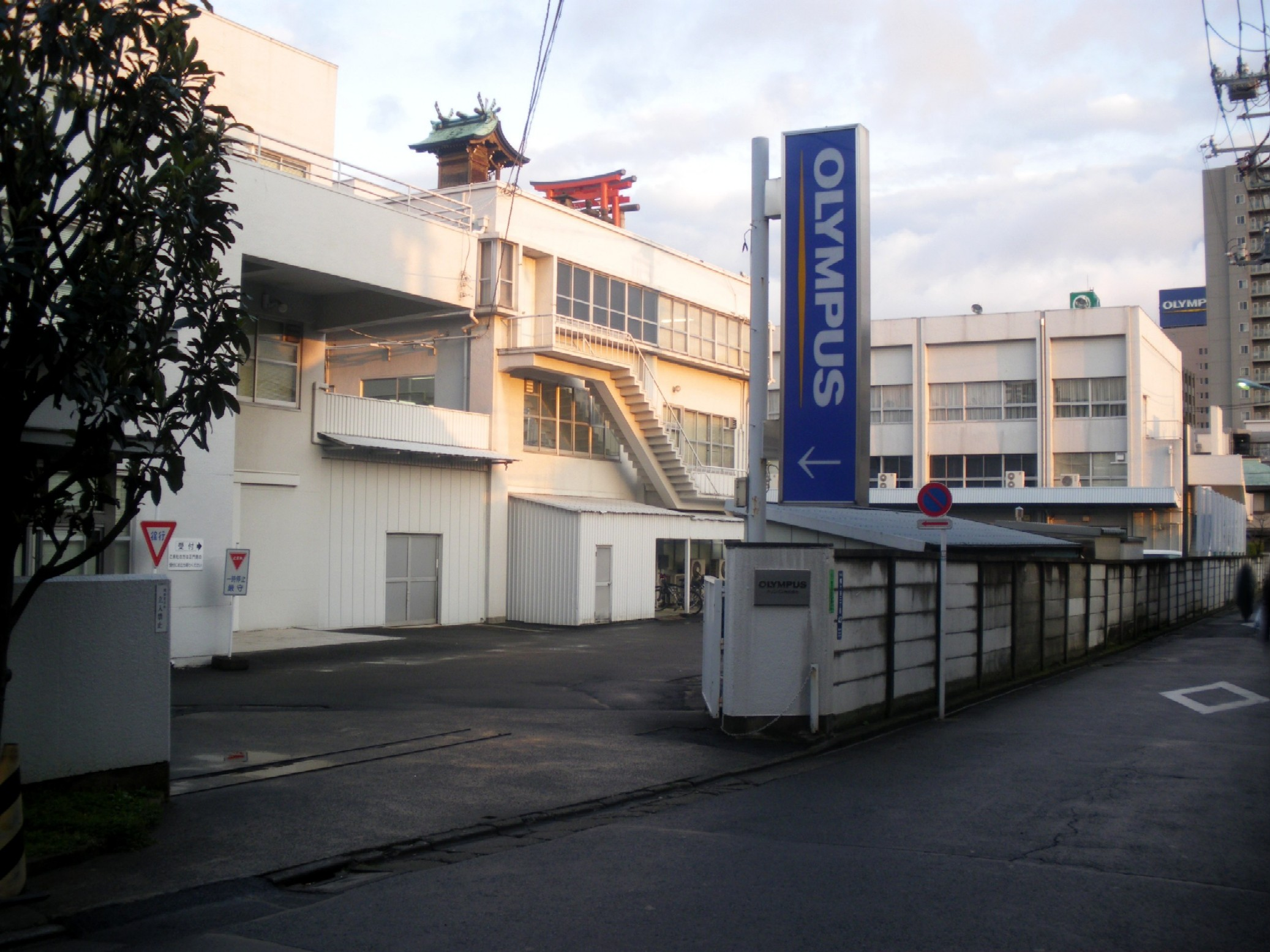
旧幡ヶ谷事業所 （東京都渋谷区幡ヶ谷）

  - 北八王子工業団地にはコニカミノルタ東京サイト八王子（旧・コニカ）も立地する。
- 技術開発センター宇津木 - 東京都八王子市
- 長野事業場伊那 - 長野県伊那市
- 長野事業場辰野 - 長野県上伊那郡辰野町
- 医療サービスオペレーションセンター (SORC) 長野 - 長野県伊那市
- 白河事業場 - 福島県西白河郡西郷村
- 医療サービスオペレーションセンター (SORC) 白河 - 福島県西白河郡西郷村
- 相模原物流センター - 神奈川県相模原市
- 東大阪物流センター - 大阪府八尾市
- 新宿サテライトオフィス　- 東京都新宿区西新宿2-3-1新宿モノリス

## 製品

### フィルムカメラ

#### 120フィルム使用カメラ
自社製カメラとは別に、スプリングカメラのマミヤシックス、二眼レフカメラのエルモフレックスにズイコーレンズを供給していた。好評を博していたこれらの製品の中でもテッサー型のDズイコーは高級レンズの代表とされた。スプリングフォーマットのカメラを重視していたため、135フィルムカメラへの移行が遅れることとなった。

##### スプリングカメラ
- セミオリンパスI（1936年秋発売） - 6×4.5cm判。ズイコー銘のレンズを搭載した初めてのカメラ。ズイコー75mmF4.5は高品質だったが原価が高く、採用できるカメラメーカーがなかったため、オリンパス自身が縁故のあったプラウドからセミプラウドボディーの供給を受け、シャッターはドイツからデッケル製コンパーを輸入し製造したカメラ。1937年にシャッターを瑞穂光研で開発したコーホーに切り替えた。
- セミオリンパスII（1938年発売） - 6×4.5cm判。ボディーを自社製造し、全自社製となった。
- オリンパスシックス（1940年発売） - 6×6cm判。6×4.5cm判の撮影も可能。ボディーシャッターとなった。レンズは新たに開発されたズイコー75mmF3.5が装着された。田毎町の渋谷工場が諏訪工場に疎開した際、部品は繭の倉庫に運び込まれていた。これら民需製品は接収の対象から外れていたので、1946年2月には早くも再生産型を市場に送り始めた。
- オリンパスクロームシックスI（1948年発売） - 6×6cm判。ダイキャストボディーとなった。レンズはズイコー75mmF3.5。
- オリンパスクロームシックスII（1948年発売） - 6×6cm判。レンズはズイコー75mmF2.8。
- オリンパスクロームシックスIIIa（1951年発売） - 6×6cm判。装填されたフィルムの両端を引っぱり平面性を確保するフィルム面安定装置を搭載。
- オリンパスクロームシックスRIIa（1955年発売） - 単独距離計搭載。レバー式フィルム巻上げ。自動巻き止め装置装備。
- オリンパスクロームシックスIV
- オリンパスクロームシックスV - オリンパスクロームシックスRIIaから距離計を省略したモデル。

##### 二眼レフカメラ
マミヤ、エルモ社などの二眼レフカメラにズイコーを提供していたが、二眼レフカメラのブームに対応し自社でも製造しようということになり、1950年に企画委員会を発足させたが、時すでに遅く1953年頃にはmブームが沈静化していた。
普及版のAシリーズに移行して製造中止となった。
- オリンパスフレックスBII（1952年発売） - 撮影レンズにズイコー75mmF2.8を装着した高級機。
- オリンパスフレックスA2.8
- オリンパスフレックスA3.5（1954年発売）

#### 126フィルム使用カメラ
- オリンパスクイックマチックEES2.8 - オリンパスペンEESの「126フィルム」版。フラッシュはAG-1フラッシュバルブを直結式ペンフラッシュCLに装着する。
- オリンパスクイックマチックEES3.5
- オリンパスクイックマチックEEM - オリンパスペンEMの「126フィルム」版。電源は単3×2本で、内蔵モータードライブやフラッシュの電源を兼ねる。
- オリンパスクイックマチック600（1970年6月発売） - このシリーズの最終型。定常光撮影ではプログラムAE。暗くなってAE機構連動外になると赤い警告が出てフラッシュキューブ装着を促す。定常光撮影でもフラッシュマチックは作動し、補助光として使うことができる。レンズは4群5枚のズイコー38mmF2.8。

#### 127フィルム使用カメラ
- オリンパススタンダード（1937年頃試作） - 4×5cm判の10枚撮り。距離計連動、レンズ交換可能、フォーカルプレーンシャッターとライカを少し大型化したようなカメラ。戦争激化により兵器生産の要請が強まり、開発は打ち切られた。

#### 135フィルム使用カメラ
当初は24×36mm（ライカ）判が主力であったが後に24×18mm（ハーフ）判のペンシリーズで爆発的なブームを巻き起こした。オリンパスワイドの巻き起こしたワイドカメラブームも有名である。

##### オリンパス35シリーズ
24×36mm（ライカ）判コンパクトカメラ。
- オリンパス35I（1948年発売） - 24×32mmでいわゆるニホン判。シャッターはセイコーシャラピッド00番。
- オリンパス35III - オリンパス35Iは連合国軍最高司令官総司令部から「自動裁断機に掛けられない」旨クレームがあり、シャッターをシンクロ付きにする際に24×36mm（ライカ）判に改良された。
- オリンパス35IVa（1953年発売） - 平面性を向上するためガラス圧板を採用したが、フィルムとの摩擦による静電気発生の放電現象等のため、途中から金属製圧板に変更になった。
- オリンパス35Va（1955年発売）
- オリンパス35S（1955年発売） - レバー式フィルム巻き上げ、セルフコッキング、連動距離計搭載。当初はF3.5だったが後にF2.8モデル、F1.9モデルも追加された。
- オリンパスオート（1958年発売） - 絞り優先、シャッター速度優先AEが可能。さらにパララックス自動補正式ファインダー、連動距離計、大口径F1.8レンズ。
- オリンパスエース（1958年発売） - 標準45mm、広角35mm、望遠80mmの3種類を交換可能。どのレンズでも距離計連動。
- オリンパスオートアイ（1960年発売） - 簡易フラッシュマチック機構。絞り値をファインダーに表示。
- オリンパス35LE（1965年発売）
- オリンパストリップ35（1968年発売） - ペンEESのコンセプトを踏襲したフルサイズのカメラ。小旅行に気軽に持って行けるカメラとの意から「トリップ」と名付けられた。グッドデザイン賞とグッドデザイン・ロングライフデザイン賞を受賞。
- オリンパス35SP（1969年発売） -特徴は F1.7の大口径レンズと、プログラムオートとマニュアルが使える事。そして名前が示す様に「スポット測光」が選択可能な点。ブラック仕様も用意され、高級イメージを形成する。
- オリンパス35EC（1969年発売） - 最大4秒という長時間露光を持つプログラム露出。外付けストロボによるフラッシュマチック機構。
- オリンパス35RC（1970年発売） - ペンシリーズとほぼ同じボディーサイズ。シャッタースピード優先AE、マニュアル露出可。距離計連動式。

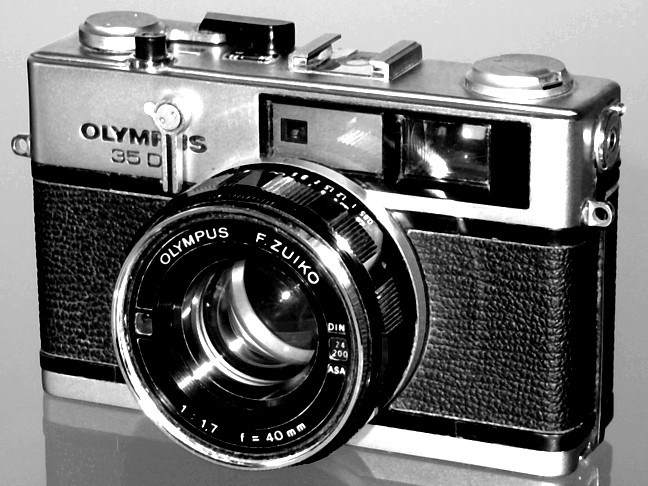
35DC

- オリンパス35DC（1971年発売） - フラッシュマチック機構、逆光補正機能搭載。
- オリンパス35EC2（1971年発売） - 電源警告装置、電圧が下がり過ぎた場合はレリーズロックして露光不足の失敗を防ぐ。レンズはEズイコー42mmF2.8。
- オリンパス35ED（1974年発売） - レンズはDズイコー38mmF2.8。連動距離計。

##### オリンパスワイドシリーズ
広角を装備した24×36mm（ライカ）判コンパクトカメラ。当時はドイツのカメラに倣ってレンズ交換式なら50mmレンズを標準装着し、レンズ固定であれば50mmレンズ、短くても45mm程度のレンズを装着するのが通例であったが、このシリーズでは広角35mmを固定装着してワイドカメラブームを引き起こした。
- オリンパスワイド（1955年発売）
- オリンパスワイドE（1957年発売） - セレン光電池式露出計内蔵。
- オリンパスワイドスーパー（1957年発売） - 35mmF2の大口径レンズを搭載した。一眼連動距離計、パララックス自動補正。
- オリンパスワイドII（1958年発売）セルフタイマー付き。シャッター最高速1/500秒。レバー式巻上。

##### ペンシリーズ

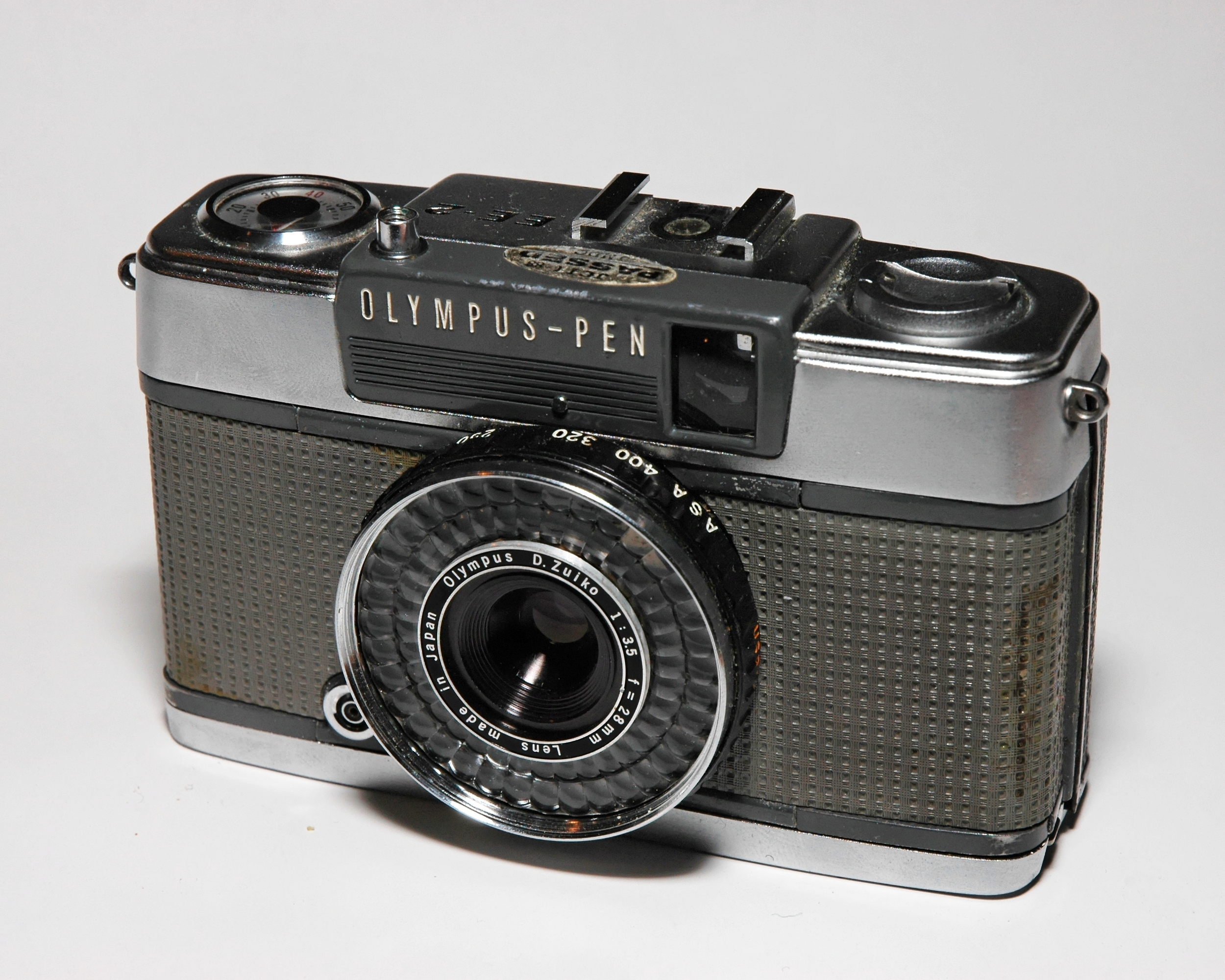
ペンEE-2

24×18mm（ハーフ）判コンパクトカメラ。ベストセラーになり、他社も追随してハーフ判のカメラを多数販売することになった。

##### ペンFシリーズ
24×18mm（ハーフ）判一眼レフカメラ。

##### FTL
M42マウントの24×36mm（ライカ）判一眼レフカメラ。ペンFシリーズの販売が不調になりつつある中Mシリーズ（後のOMシリーズ）開発を急ぎつつつなぎで製造販売された。
- オリンパスFTL（1972年発売） - 日本国外での発売は1971年。間もなくM-1発売により製造中止された。CdS、開放測光により全面平均TTL測光。純正レンズはM42マウントレンズの一覧#オリンパス参照のこと。

##### OMシリーズ

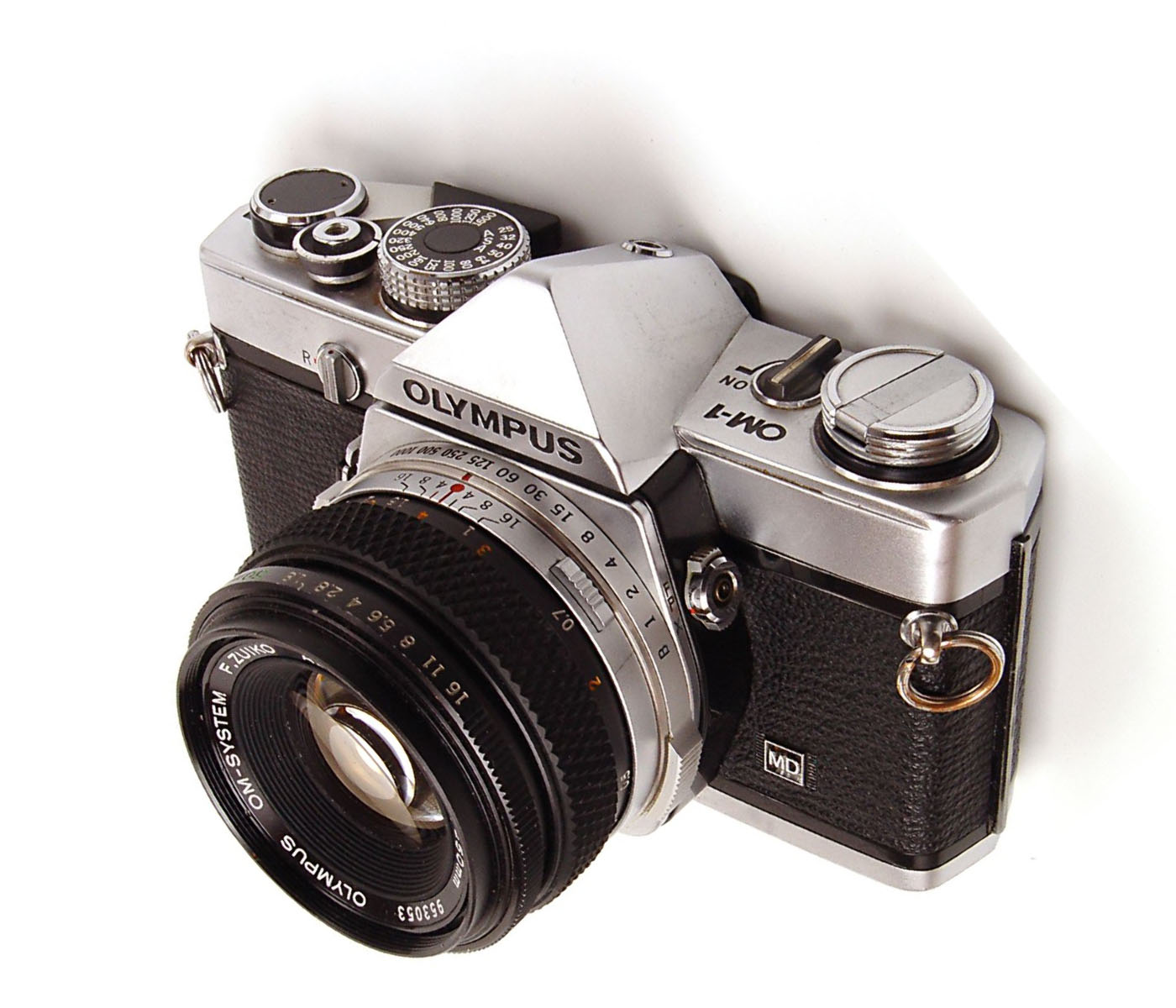
OM-1

24×36mm（ライカ）判小型軽量一眼レフカメラ。当時は重厚長大な製品がほとんどであった中発売され、人気を呼んだため他社も一眼レフの小型軽量化を進める結果となった。

##### Lシリーズ
24×36mm（ライカ）判オートフォーカス一眼レフカメラ。広角域から望遠域をカバーする高倍率のズームレンズを搭載。レンズ交換は出来ず、レンズ前面に装着するテレコンバーターやワイドコンバーターがオプション品として用意された。
- L-1（1990年8月発売）[広報 7]
- L-2（1992年6月21日発売）- グッドデザイン賞を受賞[24]。
- L-3（1992年9月発売）[広報 8]
- L-10 PANORAMA（1994年3月22日発売）- グッドデザイン賞を受賞[25]。
- L-10 SUPER（1995年10月発売）- 片手で扱えるため、水木しげるが使用していた[26]。
- L-20（1997年7月1日発売）[広報 9]
- L-20 NAGANO LIMITED（1997年12月1日発売）- 2000台限定[広報 10]。
- L-30（1999年3月3日発売）[広報 11]
- L-5（2002年3月1日発売）- グッドデザイン賞を受賞[27]。

##### XAシリーズ
1978年のフォトキナで発表された24×36mm（ライカ）判コンパクトカメラ。スライド式のレンズバリアーを設けることでレンズキャップを不要にするという画期的なデザインで、類似のアイディアによる商品としてはチノンベラミやリコーFF- 1が挙げられる。海外ではクラムシェル（はまぐり）と呼ばれた。シリーズ共通のフラッシュA16、A11、A9Mはボディー横にねじ込む形式でデザインもボディーと調和している。レンズバリアーのコンセプトは、のちのμシリーズやキャメディアの一部機種にも受け継がれている。

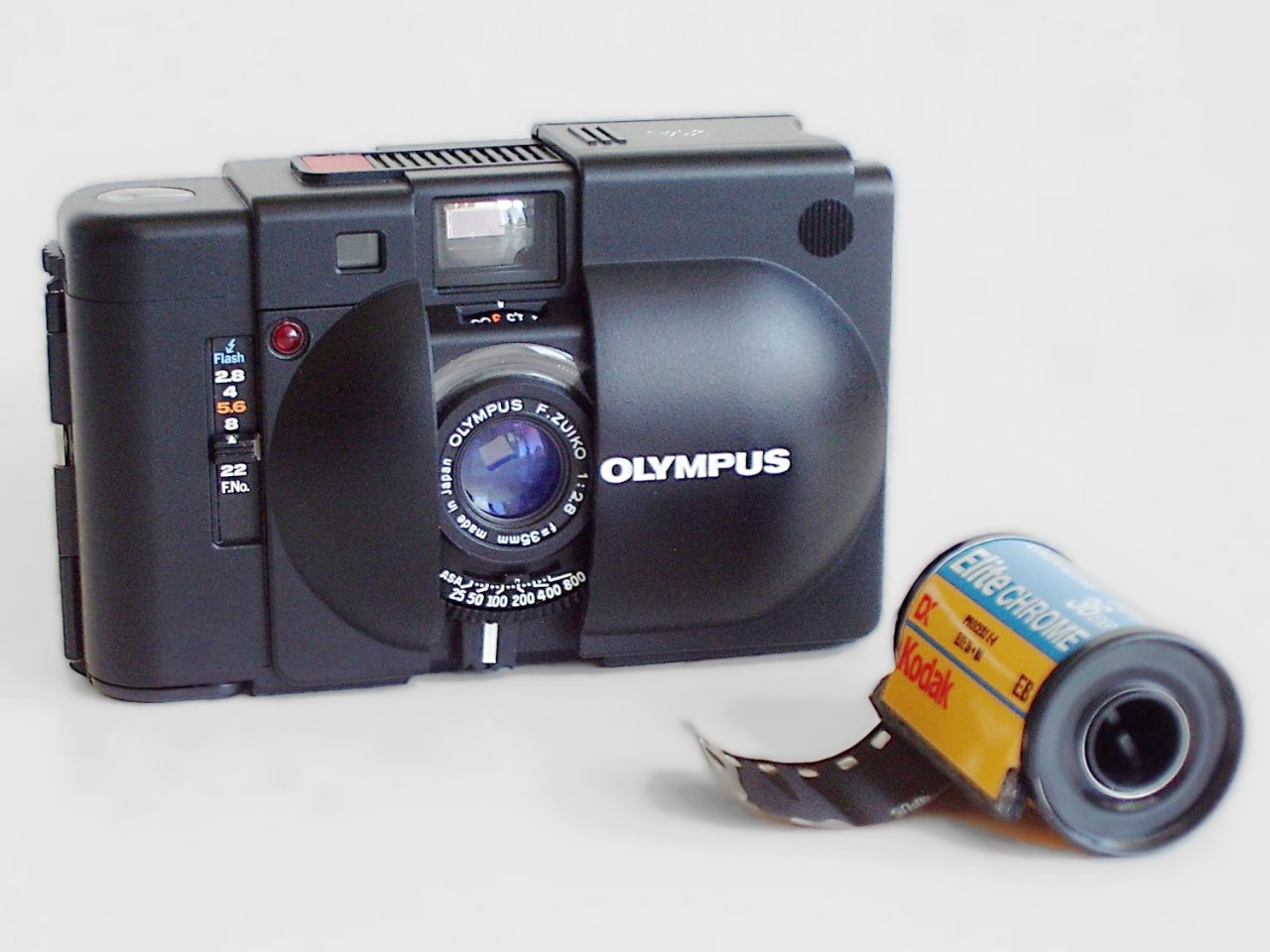
XA

- オリンパスXA（1979年3月発売） - 超小型ながら5群6枚のF-ズイコー35mmF2.8が距離計に連動する、シリーズ唯一のレンジファインダー機として独自の存在感を放った。絞り優先AE。バリアーを閉めるとシャッターロックされる。バリアーを閉めないと裏蓋が開かないので注意。裏蓋が開くとフィルム装填時の空シャッターを想定しシャッタースピードが自動的に1/8秒にセットされる。ボディー下のレバーを起こして行くと順に「+1.5EV補正」、「バッテリーチェック」「セルフタイマー」と機能が切り替わる。セルフタイマー時にはかなり起こされているこのレバーが転倒を妨げるので、三脚がなくてもちょっとした平面に載せて撮影が可能である。
- オリンパスXA1（1982年発売） - セレン光電池使用のシャッター速度2速のプログラムAE。固定焦点のD-ズイコー35mmF4搭載であり、ペンEE-3相当の性能。フラッシュはA9Mを標準とする。
- オリンパスXA2（1980年6月発売） - カメラでは初めて1981年度グッドデザイン大賞を受賞した。プログラムAE。レンズはDズイコー35mmF3.5。3点ゾーンフォーカスだがバリアーを閉めると自動的に常焦点に復帰する。グレー、ブラック、ワインレッド、ブルー、ピンクの色違いモデルがありフラッシュA11も同色である。
- オリンパスXA3（1985年4月発売） - XA4発売に若干遅れて発売された機種であり、レンズなど基本部分はXA2とほぼ同じである後継機種。発売当時に一般化されていたフィルム感度設定のDXコード対応・クォーツデート標準搭載・フィルム装填のオートローディング対応など操作の簡便化に対応した。
- オリンパスXA4（1985年4月発売） - ズイコー28mmF3.5という当時のコンパクトカメラとしては珍しい焦点距離のレンズが装着された広角モデルである。距離目盛は0.3、0.5、0.7、1、1.5、3m、∞だがバリアーを閉めると常焦点である3mに自動的に復帰する。他のXAシリーズ用とは異なるハンドストラップが付いていて、この長さが0.3メートル、途中の小瘤まで紐を伸ばすと0.5メートルになり、マクロ撮影時の距離測定に使える。DX対応。クォーツデート。オートローディング。

##### オートフォーカスシリーズ
- オリンパスC-AF（1981年発売） - 当社初のオートフォーカスカメラ。セイコー光機株式会社と共同開発した独自の自動焦点方式を組み込んだ。コニカの「ジャスピンコニカ」は1977年に発売、キヤノンの初代「オートボーイ」は1979年発売であったが、オリンパスではXAシリーズを温存したため、オートフォーカスカメラの発売は他社に遅れをとった。
- オリンパスAFL「ピカソ」（1983年発売） - セル型リチウム電池を使用する世界初のカメラ。大電流を引き出せるリチウム電池を内蔵することで、ストロボのチャージ時間を約1.5秒に短縮。ストロボが光る様子から命名した「ピカソ」の愛称で親しまれた。
- オリンパスAFL-S（1985年発売） - ピカソの後継機。交換可能なリチウム電池パックを搭載する世界初のカメラ。
- オリンパスAF-1「ぬれピカ」（1986年発売） - 世界初の生活防水機能を実現した全自動のコンパクトカメラ。愛称「ぬれピカ」は、キャッチコピーの「ぬれてもピカソ」の略。前カバーがスライドする伝統のカプセル型ボディ。プラスチックレンズを実用化したオリンパス最初のカメラ。この機種より、シャッターとオートフォーカスが自社開発となる。
- オリンパスAF-10「ピカソmini」（1987年発売） - AF-1「ぬれピカ」が好評だったため、シリーズの廉価版として投入された。新種ガラスを採用したトリプレットタイプ。米国の電池会社、「デュラセル」と共同開発したリチウム電池「CR123A」を使用した世界最初のカメラ。
- オリンパスAM-100「ピカソぷち」（1987年発売） - AF-1、AF-10に続く最廉価版。オートフォーカスではなく3点のゾーンフォーカスである。低価格と小型サイズ、女性向けのデザインを採用。
- オリンパスAF-1TWIN（1988年発売） - 2焦点カメラで、ワイド35mmとテレ70mmのツインレンズシステムを採用し、ボタンひとつで切り替え可能。「ぬれピカ」で実現した生活防水機能も装備。
- オリンパスO・product（1988年発売） - ボディ外装にアルミニウムを採用し、円と四角を組み合わせた大胆なデザインのコンパクトカメラ。日産・Be-1」の開発に携わったコンセプター坂井直樹、プロダクトデザイナー山中俊治らの協力により製作。性能はAF-10に類似する。国内1万台、海外1万台の台数限定で予約制により発売。
- オリンパスAZ-1 ZOOM（1987年発売） - オリンパス初となるズームレンズ（35mm - 70mm）搭載のコンパクトカメラ。日東光学からのOEM供給。
- オリンパスIZM300（1988年発売）- 「ヨーロピアン・コンパクト・カメラ・オブ・ザ・イヤー」およびイギリスの「PEOPLES CHOICE」を受賞。国内では同年の「日経優秀製品・サービス賞」優秀賞に選出された。
- オリンパスIZM200（1989年発売） - フラッシュの連続予備発光による赤目現象軽減機能は世界初。
- オリンパスIZM400（1989年発売） - 35mm-135mmの4倍ズームレンズを搭載したレンズシャッター式一眼レフカメラ。リコーのOEM品で同社の「MIRAI」がベースモデル。
- オリンパスIZM330（1990年発売）- IZM300から外観デザインのマイナーチェンジ、赤目軽減機能、ファインダー視度調節機能等が追加されている。
- オリンパスEcru（1991年発売） - O・productの坂井直樹と山中俊治のデザインによる特徴的な白ボディで製作された。国内1万台、海外1万台の限定発売。

##### ミュー（μ）シリーズ

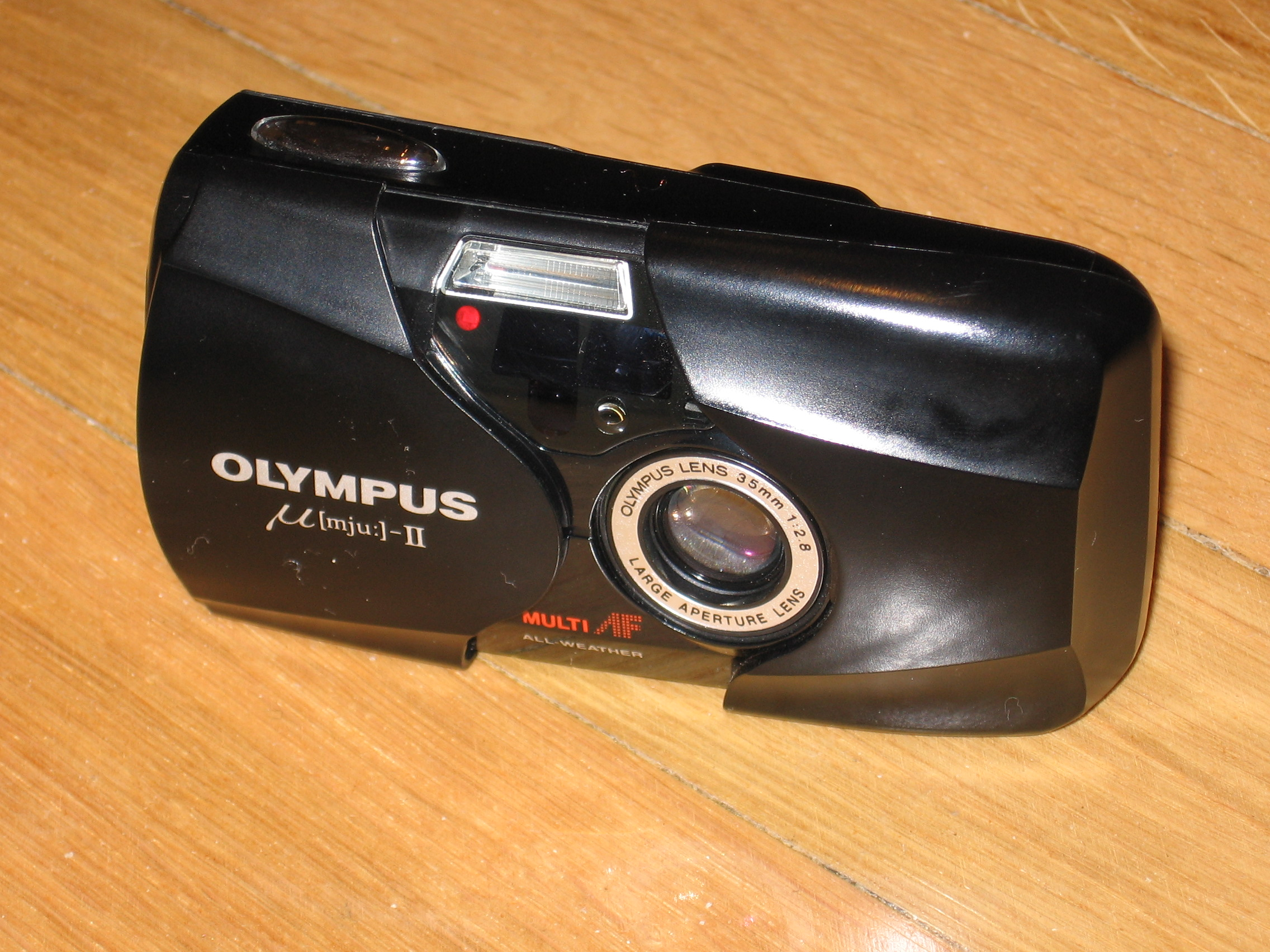
μ-II

24×36mm（ライカ）判コンパクトカメラ。それ以前の「ピカソ」シリーズに代わって登場した。「μ-III」までが発売された。カメラでは珍しい防滴機能や、一眼レフと同じように視界がさえぎられることでシャッターの音が聞こえなくても撮影されたことが分かるビジュアルファインダー機能は有名。

#### IX240 (APS)フィルム使用カメラ

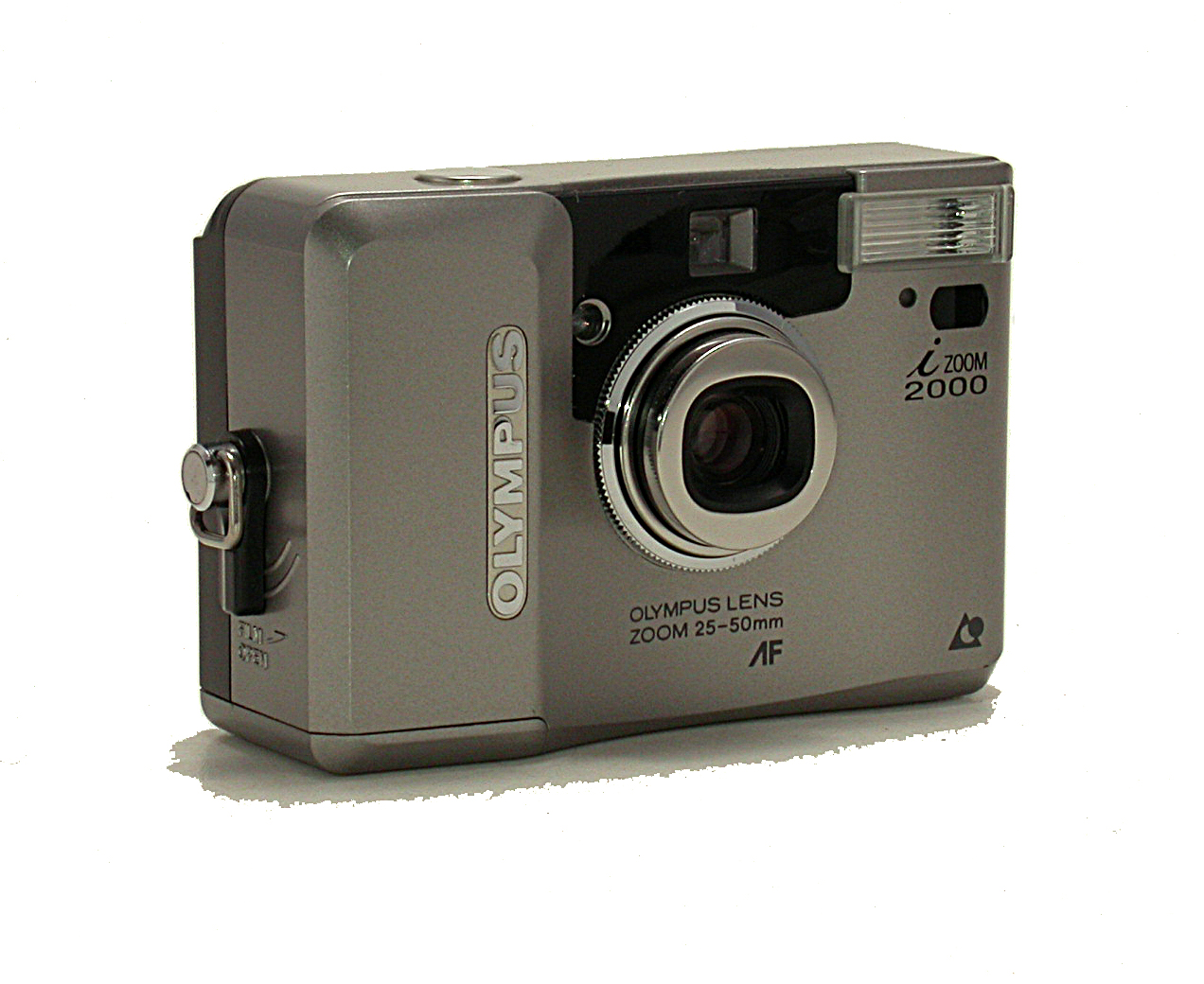
Olympus i zoom 2000

- Centurionシリーズ
- NewPic/i-Zoomシリーズ
- i SnapM

### デジタルカメラ
大きく次のように分けることができる。2010年-2012年時点では、一部機種は三洋電機やフォックスコンからのOEM供給であった。

#### Eシステム

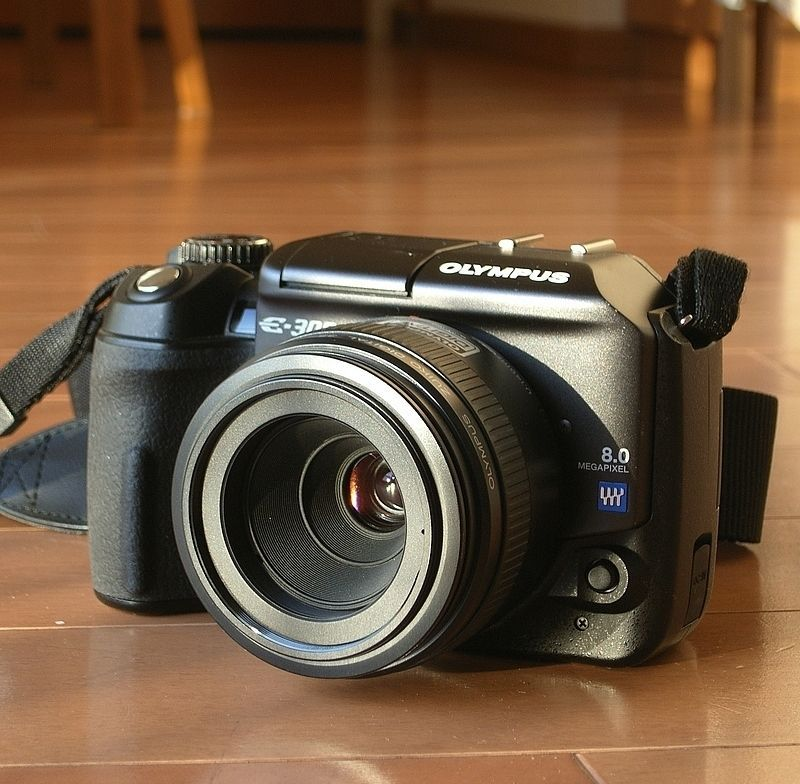
E-300

コダックとともに規格提唱をおこなったデジタル一眼レフカメラの新システムフォーサーズシステムを採用し、2003年に「E-1」を発売、以後実質的に「オリンパスOMシステム」の後継ラインナップとしての役割を担った。
2010年10月29日に発売された「E-5」以降は新製品が発売されていない。2013年10月にはマイクロフォーサーズシステムのフラッグシップ機「E-M1」が発売されており、以後、フォーサーズシステムの新製品の予定はないとされる

#### PENシリーズ
マイクロフォーサーズシステムを採用したミラーレス一眼カメラモデル。オリンパスでは「マイクロ一眼カメラ」と称している。名前の通り、オリンパス ペンのデジタル版として位置づけられている。
- PEN E-P1（2009年発売）
- PEN E-P2
- PEN E-P3
- PEN E-P3
- オリンパス PEN-F（2016年2月26日発売）
- PEN Lite E-PL1
- PEN Lite E-PL1s
- PEN Lite E-PL2
- PEN Lite E-PL3
- PEN Lite E-PL5
- PEN Lite E-PL6
- PEN Lite E-PL7
- PEN E-PL8
- PEN E-PL9
- PEN E-PL10
- PEN mini E-PM1
- PEN mini E-PM2

#### OM-Dシリーズ
ペンシリーズと同様にマイクロフォーサーズシステムを採用したミラーレス一眼カメラモデル。2012年3月、往年の35mmフイルム式一眼レフ・OMシリーズのデジタル版として発売された。EVFを内蔵しており、E-システムのユーザーにも向けられたシリーズである。
- OM-D E-M5
  - OM-D E-M5 Mark II
  - OM-D E-M5 Mark III
- OM-D E-M1
  - OM-D E-M1 Mark II
  - OM-D E-M1 Mark III
- OM-D E-M10
  - OM-D E-M10 Mark II
  - OM-D E-M10 Mark III
- OM-D E-M1X

2021年以降

#### キャメディアシリーズ

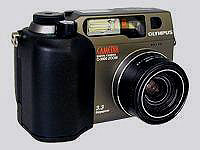
キャメディアC3000

コンパクトデジタルカメラ。かつては高い市場シェアを獲得していたが、廉価帯の商品構成となった。2012年秋に統一ブランドスタイラス（STYLUS）が導入された後は使用されていない。

#### ミュー（μ）デジタルシリーズ
一部機種を除き生活防水機能を備えたμシリーズのデジタルカメラ版。後にデジタルカメラもデジタルをつけず単に「μ」として発売されるようになった。2012年秋に統一ブランドスタイラス（STYLUS）が導入された後は使用されていない。

#### スタイラスシリーズ
スタイラス（STYLUS）は、2012年秋に導入されたコンパクトデジタルカメラの新ブランド。
- オリンパス スタイラス1 - 2013年11月リリース、裏面照射型1/1.7型CMOS、1200万画素、ISO100〜12800、F2.8・光学10.7倍ズームレンズ、フルHD動画
- オリンパス スタイラス1s

##### スタイラス Sシリーズ
- オリンパス スタイラス SP-820UZ - 2012年9月リリース、裏面照射型1/2.3型CMOS、1400万画素、ISO100〜6400、F3.4〜F5.7・光学40倍ズームレンズ、フルHD動画
- オリンパス スタイラス SZ-15
- オリンパス スタイラス SZ-16
- オリンパス スタイラス SH-50
- オリンパス スタイラス SH-60
- オリンパス スタイラス SP-100EE - 2014年3月リリース、世界で初めてドットサイト式の光学照準器を搭載[31]
- オリンパス スタイラス SH-1 - 2014年4月リリース[32]
- オリンパス スタイラス SH-2

##### スタイラス Xシリーズ
E-システムに使われているZUIKO DIGITALレンズをコンパクト機用に新設計し、E-システム譲りの高品位処理エンジンや高度な撮影モードを搭載した画質優先の高級コンパクトデジタルカメラ。
- オリンパス XZ-1 - 2011年2月リリース、1/1.63型CCD、1000万画素、ISO100〜6400、F1.8〜F2.5・光学4倍ズームレンズ、1280x720動画
- オリンパス スタイラス XZ-2 - 2012年10月リリース、裏面照射型1/1.7型CMOS、1200万画素、ISO100〜12800、F1.8〜F2.5・光学4倍ズームレンズ、フルHD動画
- オリンパス スタイラス XZ-10 - 2013年2月リリース、裏面照射型1/2.3型CMOS、1200万画素、ISO100〜6400、F1.8〜F2.7・光学5倍ズームレンズ、フルHD動画

##### μTOUGH/Tough/スタイラス Tシリーズ
防水コンパクトデジタルカメラのシリーズ。かつてはμTOUGHシリーズ、Toughシリーズとして発売されていた。
- オリンパス Tough TG-1 - 2012年6月リリース[34]
- オリンパス スタイラス TG-2 Tough - 2013年2月リリース[35]
- オリンパス スタイラス TG-3 Tough - 2014年6月リリース[36]
- オリンパス スタイラス TG-830 Tough - 2013年2月リリース[35]
- オリンパス スタイラス TG-835 Tough - 2014年2月リリース[37]
- オリンパス スタイラス TG-850 Tough - 2014年3月リリース[37]
- オリンパス スタイラス TG-4 Tough
- オリンパス スタイラス TG-860 Tough

##### スタイラス VHシリーズ
- オリンパス スタイラス VH-515 - 2012年9月リリース、裏面照射型1/2.3型CMOS、1200万画素、ISO100〜6400、F3.3〜F5.9・光学8倍ズームレンズ、フルHD動画
- オリンパス スタイラス VH-410
- オリンパス スタイラス VG-180
- オリンパス スタイラス VG-190

#### 防水プロテクター
カメラ単体での防水機能搭載や防水プロテクターの純正オプション提供など、オリンパスはデジタルカメラの防水性の確保に注力している。
特に防水プロテクターに関しては、各時期の商品ラインナップのほぼすべてに対し、40 - 60mの耐圧水深を確保する本格的なモデルを個別に用意している。さらにはスピードライトやコンバージョンレンズの防水プロテクターまでも純正オプションとして提供するほどの力の入れようで、海水浴やファンダイビングからプロフェッショナル用途まで、水辺や水中での写真撮影に対する幅広いニーズに応え続けている。

### 顕微鏡
そもそもオリンパスの設立目的は顕微鏡の国産化の実現であった。1920年に初の顕微鏡製品として「旭号」が発売され、以後日本の多くの研究者に用いられてきた。1928年から製造された「精華号GE」は、昭和天皇が愛用していたことで知られている。現在では、生物用顕微鏡と工業用顕微鏡の2分野に分かれている。工業用途の顕微鏡では半導体や電子部品、液晶分野など幅広い用途に応じた製品を発売している。現在は、工業用の走査型共焦点レーザー顕微鏡LEXTシリーズが市場の高い評価を得ている。共焦点走査顕微鏡や全反射照明蛍光顕微鏡でのアーク光源によるレーザー光源照射の代替法開発にも積極的に取り組んでいる。

#### BX / IXシリーズ
研究用生物顕微鏡として、固定標本の観察や電気生理などに使用される正立型のBXシリーズ、接着性の培養細胞の観察などに使用される倒立型のIXシリーズがあり、共焦点走査顕微鏡などの特殊観察法のプラットフォームになっている。

#### LEXTシリーズ
2003年に市場投入された工業用レーザ顕微鏡シリーズ。
- LEXT OLS3100（2007年1月発売） - 408nm半導体レーザーの使用により、高分解能で微小領域の表面形状観察・計測が可能。誰にでも理想的な3次元画像が取得可能なオートマティック操作を実現している。主な計測項目は平面計測、段差計測、非接触表面粗さ解析、膜厚計測。
- LEXT OLS3500 - OLS3100とSPMが一体になったタイプ。ミリからナノまで1台で観察や計測が可能。
- LEXT OLS3000-IR - 波長の長い赤外レーザーを使い、シリコンを透過し裏側が観察・計測できる特殊なレーザー顕微鏡。

### 録音機
マイクロカセットを開発したことで知られ、レコーダーはパールコーダー（Pearlcorder ）の商標を持つ。マイクロカセットとしては特異なヘッドホンステレオ発売当時は（PearlTone）とも名乗っていた。マイクロカセットの後継といえるICレコーダー（「ボイストレック」シリーズおよびリニアPCMレコーダー「LS」シリーズ）を製造販売していた。
2021年以降

### その他
双眼鏡、MOドライブ、xDピクチャーカード（富士フイルムとの共同開発）、フェイス・マウント・ディスプレイ「Eye-Trek」、工業用ビデオスコープ、理想科学工業との合弁による産業用大型プリンターなどを手がけている。なお、MOドライブについては市場縮小の影響を受けて撤退することが発表された。デジタルオーディオプレーヤー「m:robe」も手がけていたが、短期間で撤退した。スキャントークブランドの紙に印刷された2次元バーコードをスキャンすると音が出る機器も開発販売していた。

### コンテンツ事業

#### olio（オーリオ）
2006年6月に新事業として写真・音楽のコンテンツサービス「olio（オーリオ）」 を立ち上げた。アルバムサービス「olio photo」、音楽配信サービス「olio music」、映像と音楽のリミックスサービス「olio remix」の3サービスを同年7月に開始した。2010年4月23日サービス終了。
- Windows Vistaサイドバーガジェット、Yahoo!ウィジェットなどに対応したデスクトップツールガジェットをolio（オーリオ）ブランドで用意。2つともHANATSUKIからダウンロード可能。
- 2007年1月 - 9月にはJ-WAVEのラジオ番組『TOMORROW』内でアニメラジオドラマ「olio ANIMIX THEATER」を、10月 - 12月には後番組『PLATon』内で「olio ANIMIX THEATER 思想の扉」を提供していた。

#### ib on the net（アイビーオンザネット）
2010年10月、β版運用を行っていた写真の保管や共有を行えるオンラインサービス「http://www.ibonthenet.com/ns/ (ib on the net)」の正式運用を開始した。
ib on the netはデジカメ画像の閲覧／公開と保存の双方に注力したサービスで、公開についてはアップロードした後に閲覧する「フォトスペース」には、非公開の「プライベートスペース」と公開先を限定できる「シェアスペース」が用意されており、シェアスペースにはSNS的なコミュニケーション機能も用意されている。
2012年4月、フォトクラウドサービス [ib on the net] （アイビー・オン・ザ・ネット） を2012年4月17日にリニューアルし、写真保存容量・アップロード枚数・写真利用期間の3つの制限を無くした「実質無料・無制限」のサービスを提供。
また、[ib on the net]サイト内より、
フォトブック(http://www.ibonthenet.com/ns/jp/photobook/)
フォトプリント(http://www.ibonthenet.com/ns/jp/photoprint/)
フォトカレンダー(http://www.ibonthenet.com/ns/jp/calendar/)
年賀状(http://www.ibonthenet.com/ns/jp/nenga/)
がオンライン注文できる。

## 不祥事

### 報復人事訴訟
2008年（平成20年）4月、自分が配置転換を受けたのは、内部告発を行ったことに対する報復人事であり、不当であるとして、オリンパス社員がオリンパスや元上司を相手取って異動の取り消しなどを求める訴訟を起こした。
これによるとこの社員は2007年（平成19年）4月、営業における機密侵害に係わる上司の不正な行動を察知し、同6月にこれをオリンパス社内のコンプライアンス担当に通知した。通知された不正の事実を認めたオリンパスは、この事実を公表、また取引先に対して謝罪を行った。しかしながら、内部告発がこの社員によるものであることがコンプライアンス担当者から当該社員の上司に伝えられ、この結果、当該社員は部署を異動されると同時に、社内では最低の人事評価をなされるようになったという。
審理した東京地方裁判所は2010年（平成22年）1月、配置転換は報復目的ではなく、上司への連絡にも本人の同意があったとして、請求を棄却した。しかし、翌年8月の東京高等裁判所による控訴審判決では配置転換には業務上の必要がなく、事実上の報復人事であったと認め、賞与減額分と慰謝料とを併せて、オリンパス及び上司に220万円の支払を命じた。これを不服とするオリンパスは上告したが、2012年6月に棄却され、社員の訴えを認めた東京高裁判決が確定した。当該社員は2009年3月、2011年10月、及び、判決確定後の2012年7月の3度、東京弁護士会に対して人権救済を求めている。
2016年（平成28年）2月18日に内部通報後に配転された品質教育の部署へ報復的な配置転換した社員に和解金1100万円を支払うと共に、和解内容を全社員に告知することなどで和解が成立。

### イギリス人社長解任・M&A疑惑・損失隠し問題
オリンパスが過去の企業買収において、不透明な取引と会計処理を行なっていたことが、2011年（平成23年）雑誌『月刊FACTA』の2011年8月号で報じられた。
2011年（平成23年）4月に社長に就任したマイケル・ウッドフォードは、この企業買収の問題を調査して、同年10月に、一連の不透明で高額な企業買収により会社と株主に損害を与えたとして、当時会長であった菊川剛及び副社長であった森久志の引責辞任を促した。ところがその直後に開かれた取締役会議で、ウッドフォードは社長職を解任されてしまう。後任には菊川が「代表取締役会長兼社長執行役員」として社長に就任。ウッドフォードは事の経緯を公表し、その異常な企業買収と会計処理の実態に、東京証券取引所の株価は急落した。菊川は同月26日付で「代表権」も「会長兼社長執行役員」の役職も返上することとなった。
2011年11月、オリンパスは弁護士と公認会計士から構成される第三者委員会を設置。さらに、バブル崩壊時に出した多額の損失を会計処理するために、2008年に実態とかけ離れた高額による企業買収を行い、それを投資失敗による特別損失として計上して減損処理し、本当の損失原因を粉飾していた「飛ばし」や、歴代の会社首脳はそれを知りつつ公表していなかったことを公式に認めた
。11月24日付で菊川は取締役を辞任した。
2016年（平成28年）4月1日に粉飾方法を指南した2人に対し、東京地方裁判所で5億円の損害賠償全額の支払いを命ずる判決が出て、同年3月24日に損害賠償で、前社長高山修一ら13人との和解が成立したと発表し、同年11月28日に元監査役5人との損害賠償で、全員との和解が成立したと発表した。

### 社長による違法薬物購入問題
2024年10月28日、オリンパスはシュテファン・カウフマン社長兼CEOが「違法薬物を購入していた」との通報があり辞任したと発表。11月12日、カウフマンは国際的な協力の下に規制薬物に係る不正行為を助長する行為等の防止を図るための麻薬及び向精神薬取締法等の特例等に関する法律（麻薬特例法）違反容疑で警視庁から書類送検された。

## 主要子会社
全て株式会社である。
- オリンパスメディカルシステムズ
- オリンパスビジネスクリエイツ
- オリンパスメディカルサイエンス販売
- 長野オリンパス（旧オリンパスオプトテクノロジー）
- 会津オリンパス
- 青森オリンパス
- 白河オリンパス
- ティーメディクス
- オリンパスソフトウェアテクノロジー
- オリンパスデジタルシステムデザイン
- オリンパステルモバイオマテリアル
- オリンパスメモリーワークス
- オリンパスロジテックス
- オリンパスサポートメイト
- AVS
- オリンパスシステムズ
- NOC日本アウトソーシング
- ソニー・オリンパスメディカルソリューションズ（持分法適用関連会社）

### かつての子会社
- アイ・ティー・エックス - 2012年に日本産業パートナーズに事業譲渡。
- オリンパスイメージング - 2015年にオリンパスへ吸収合併。
- オリンパス知的財産サービス - 2015年にオリンパスへ吸収合併。
- オリンパスエンジニアリング - 2015年に長野オリンパスへ吸収合併。
- オリンパスRMS - 2021年3月に韓国のセウォンセルロンテックの持分株式を取得した上で、ロート製薬へ全株式を譲渡。インターステムへ社名変更[45][46]。

## イメージキャラクター
かつては以下の芸能人等をイメージキャラクターとして起用していた。

### 日本国内
- 宮崎あおい - デジタルカメライメージキャラクター、企業広告「ココロとカラダ、にんげんのぜんぶ」CMキャラクター[47]。
- 大場久美子 - 「OM10」イメージキャラクター。
- りょう - 「CAMEDIA C-1400XL」CMキャラクター。
- 中谷美紀 - デジタルカメライメージキャラクター。
- 滝沢秀明 - デジタルカメライメージキャラクター。
- 浅田真央、浅田舞 - 「μ-DIGITAL」イメージキャラクター。CMソングはTHE BLUE HEARTS「リンダリンダ」「情熱の薔薇」。
- 真田広之 - 企業広告「ココロとカラダ、にんげんのぜんぶ」CMキャラクター。
- 加藤和彦、ANRI、平原綾香 - 「“BRAVE CIRCLE”大腸がん撲滅キャンペーン」イメージキャラクター。イメージソングも担当。
- 本田圭佑 - OM-Dシリーズイメージキャラクター。

### 日本国外
- BoA - 韓国のオリンパス (Olympus Korea Co.,LTD.) で、μ-DIGITALのイメージキャラクターを務めた。
- ケビン・スペイシー - オリンパス・ペンのテレビCM。映像監督は、デヴィッド・ボウイの子息で映画監督のダンカン・ジョーンズが務めた。
- Will It Blend? - 同社製デジタル一眼レフほかカメラ等をブレンダーの中に投入した結果、ブレンダーの中からE-P1が出てくるというムービーがあった[広報 17]。

## 提供番組
現在
- 秘密のケンミンSHOW（ytv制作・日本テレビ系列）

過去
- 光る壁画（テレビ朝日・1社提供）
- 土曜映画劇場（テレビ朝日）
- ゴールデン洋画劇場（フジテレビ）
- 日経スペシャル カンブリア宮殿（テレビ東京）ほか

#### 広報資料・プレスリリースなど一次資料
1. ↑  オリンパスの歩み： VOL.1　社名の由来 オリンパス株式会社
2. 1 2  過去の損失計上先送りについて (PDF)  オリンパス株式会社、2011年11月8日 (適時開示情報： 2011年 オリンパス株式会社)
3. ↑  “グループ組織再編（当社子会社との吸収合併及び吸収分割）に関するお知らせ”.   オリンパス株式会社 (2014年12月19日). 2020年6月24日閲覧。
4. ↑  “主要株主である筆頭株主の異動に関するお知らせ”.   オリンパス株式会社 (2015年4月1日). 2020年6月24日閲覧。
5. ↑  “会社分割（簡易吸収分割）による当社グループ内組織再編に関するお知らせ”.   オリンパス株式会社 (2019年12月20日). 2020年6月24日閲覧。
6. ↑  “映像事業の譲渡に関する意向確認書の締結について”.   オリンパス株式会社 (2020年6月24日). 2020年6月24日閲覧。
7. ↑  オリンパスカメラの歴史 - ウェイバックマシン（1997年6月22日アーカイブ分）
8. ↑  最高級A F一眼レフカメラL-3 - ウェイバックマシン（1999年11月11日アーカイブ分）
9. ↑  『ビルトインタイプのレンズキャップを搭載　超小型･軽量、４倍ズームレンズ一体型一眼レフカメラ「L-20」』（プレスリリース）オリンパス、1997年6月11日。2017年10月15日閲覧。
10. ↑  OLYMPUS　L-20/Centurion NAGANO LIMITED - ウェイバックマシン（1998年2月11日アーカイブ分）
11. ↑  『GN25の大光量フラッシュを搭載した小型・軽量の、4倍ズームレンズ一体型一眼レフカメラ「L-30」』（プレスリリース）オリンパス、1999年2月15日。2017年10月15日閲覧。
12. ↑  ニュースリリース： コンパクトデジタルカメラの新ブランド「STYLUS（スタイラス）」について オリンパス
13. ↑  今までに発表した製品 | コンパクトデジタルカメラ オリンパス（本節のシリーズ名は原則として本ページに拠る。）
14. ↑  olio サービス終了のお知らせ （お知らせ本体はリンク切れ）
15. ↑  代表取締役の異動に関するお知らせ 2011年10月14日
16. ↑  「第三者委員会設置」のお知らせ (PDF)  ]
17. ↑  “YES, IT BLENDS!”.   getolympus.com. 2009年8月23日時点のオリジナルよりアーカイブ。2021年1月9日閲覧。